# Turcos otomanos
Los turcos otomanos (en turco: Osmanlı Türkleri) fueron un grupo étnico túrquico originario de Anatolia. Procedentes de Asia Central, migraron a Anatolia en el siglo XIII y fundaron el Imperio otomano en el cual mantuvieron una posición sociopolítica dominante durante los seis siglos de su existencia. Sus descendientes constituyen el pueblo turco contemporáneo que representa la mayoría de la población de la República de Turquía establecida poco después del final de la Primera Guerra Mundial.
La información fidedigna sobre la historia temprana de los turcos otomanos es limitada; sin embargo, su denominación en turco Osmanlı, deriva de Osmán I quien fundó la Casa de Osmán junto con el Imperio otomano. Con el tiempo, el nombre «Osman» fue adaptado a «Otomano» en algunas lenguas europeas a través de la transliteración. El principado otomano con origen en Söğüt, comenzó a expandirse progresivamente incorporando a musulmanes de habla turca y a cristianos no turcos dentro de su territorio. A partir de la década de 1350, iniciaron incursiones en Europa y eventualmente lograron el dominio del Mar Mediterráneo. En 1453, la caída de Constantinopla que había sido la capital del Imperio bizantino permitió a los turcos otomanos controlar todas las rutas terrestres principales entre Asia y Europa. Esta transformación obligó a los europeos occidentales a buscar nuevas vías de comercio con Asia. Tras la disolución del Imperio otomano, la identidad otomano-turca dejó de existir. Asimismo, la lengua turco-otomana que se escribía con el alfabeto perso-árabe evolucionó hasta convertirse en el idioma turco moderno adoptando el alfabeto latino.

## Historia

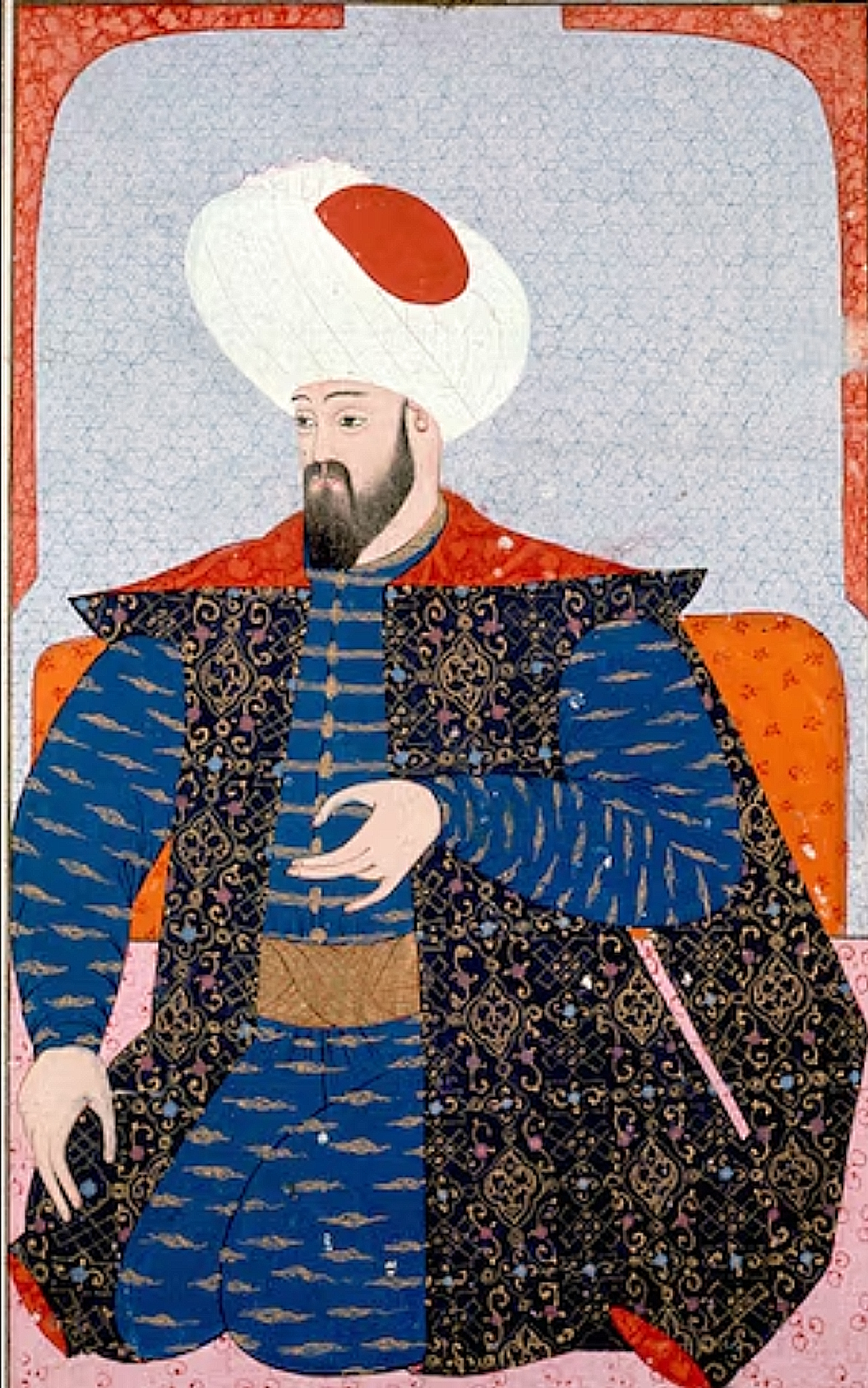
Miniatura otomana de 1579/1580 que representa a Osmán I, el fundador de la Casa de Osmán y del Imperio otomano alrededor de 1299. Ubicada en el Museo del Palacio de Topkapı en la ciudad de Estambul.

### Migración a Anatolia desde Asia Central
Los otomanos fueron mencionados por primera vez en Occidente en el siglo XIII cuando migraron desde su lugar de origen en Asia Central hacia el oeste estableciéndose en el Sultanato de Rum en Anatolia. Los turcos otomanos fundaron un beylicato en el oeste de Anatolia bajo el liderazgo de Ertuğrul cuyo capital fue Söğüt. Ertuğrul, el líder de la tribu nómada Kayı, estableció un principado dentro del imperio debilitado selyúcida. Su hijo Osmán, amplió el principado y tanto el Estado como su pueblo fueron denominados «otomanos» por los europeos, siendo «otomano» una adaptación del nombre "Osmán". Orhan I, el hijo de Osmán, expandió aún más el creciente dominio hasta convertirlo en un imperio tomando Nicea (actual İznik) y cruzando los Dardanelos en 1362. Todas las monedas desenterradas en Söğüt durante los dos siglos anteriores a Orhan llevan los nombres de los gobernantes del Iljanato. Los selyúcidas estaban bajo la soberanía del Iljanato y posteriormente del conquistador turco-mongol Tamerlán. El Imperio otomano consolidó su poder cuando Mehmed II capturó la bien fortificada capital del reducido Imperio bizantino Constantinopla en 1453.

## Imperio otomano hasta la Primera Guerra Mundial
A lo largo de varios siglos, el Imperio otomano gobernó gran parte de los Balcanes, el Cáucaso, Oriente Medio (exceptuando Irán) y el norte de África gracias a su ejército y armada avanzados. La existencia del Imperio se prolongó hasta el final de la Primera Guerra Mundial cuando fue derrotado por los Aliados y posteriormente dividido. Tras la exitosa Guerra de Independencia turca, en la que el Movimiento Nacional Turco recuperó la mayor parte del territorio perdido frente a los Aliados, el sultanato otomano fue abolido el 1 de noviembre de 1922. Posteriormente, el 29 de octubre de 1923 se proclamó la República de Turquía. Este movimiento invalidó el Tratado de Sèvres y negoció el Tratado de Lausana significativamente más favorable que garantizó el reconocimiento de las fronteras nacionales de la Turquía moderna definidas en el Misak-ı Milli (Pacto Nacional).

### Definición de turco
No todos los ciudadanos del Imperio otomano eran musulmanes ni todos los musulmanes otomanos eran turcos. Sin embargo, a partir de 1924 cada ciudadano de la recién fundada República de Turquía fue considerado turco. El artículo 88 de la Constitución de 1924 basada en la Constitución de 1921 establece que el término «turco» como denominación política debe entenderse como una referencia a todos los ciudadanos de la República de Turquía, sin distinción de raza o religión.

## Cultura
La conquista de Constantinopla consolidó a los otomanos como gobernantes de uno de los imperios más prósperos vinculado a las florecientes culturas islámicas de la época y situado en un punto estratégico para el comercio con Europa. Los otomanos realizaron importantes avances en caligrafía, escritura, derecho, arquitectura y ciencia militar estableciéndose como un referente de opulencia.

### Caligrafía
Debido a que el islam es una religión monoteísta que enfatiza el aprendizaje del Corán y a lo largo de la historia, la cultura islámica ha tendido a desalentar o prohibir el arte figurativo, la caligrafía se convirtió en una de las formas artísticas más destacadas.
El periodo temprano de Yâkût fue reemplazado a finales del siglo XV por un nuevo estilo desarrollado por Şeyh (Jeque) Hamdullah (1429-1520) que sentó las bases de la caligrafía otomana. Su obra se centró en la versión Nasji del alfabeto árabe que se convirtió en el estándar para la copia del Corán.
El siguiente gran cambio en la caligrafía otomana surgió con el estilo de Hâfiz Osman (1642-1698) cuya técnica rigurosa y simplificada fue bien recibida en un imperio que había alcanzado su máxima expansión territorial y enfrentaba crecientes responsabilidades gubernamentales.
El estilo caligráfico tardío de los otomanos fue desarrollado por Mustafa Râkim (1757-1826) quien reformó y amplió la obra de Osmán otorgando una mayor importancia a la perfección técnica. Sus innovaciones extendieron el arte caligráfico al uso del estilo Zuluz además del Nasji.

### Poesía
La poesía otomana incluyó versos de gran extensión épica aunque es más conocida por sus formas breves como el gazal. Por ejemplo, entre los poetas épicos destaca Ahmedî (-1412) recordado por su obra sobre Alejandro Magno. Su contemporáneo Sheykhi escribió versos sobre el amor y el romance. Por su parte, Yaziji-Oglu produjo un poema épico religioso sobre la vida de Mahoma inspirado en los avances estilísticos de la generación anterior y en las formas épicas de Ahmedî.

### Pintura
Para el siglo XIV, la prosperidad del Imperio otomano permitió que las obras manuscritas estuvieran al alcance de comerciantes y artesanos lo que propició un florecimiento de las miniaturas otomanas. Estas representaban ceremonias, escenas de la vida cotidiana, comercio, ciudades e historias además de servir como crónicas visuales de eventos históricos.
Hacia finales del siglo XVIII, la influencia europea en la pintura otomana se hizo evidente con la introducción de la técnica del óleo, el uso de la perspectiva, representaciones figurativas, estudios anatómicos y composiciones más complejas.